# Ludwig Julius Lippert
Ludwig Julius Lippert (* 2. März 1835 in Hamburg; † 22. Juli 1918 ebenda) war ein Hamburger Advokat, Kaufmann und Politiker.

## Leben
Lippert besuchte das Johanneum und machte dort das Abitur. Er studierte ab 1853 in Heidelberg, Berlin und Göttingen Rechtswissenschaften, er promovierte 1857. Lippert wurde am 6. April 1857 in Hamburg als Advokat zugelassen, er war bis 1868 als solcher eingeschrieben.
1858 wurde Lippert Kaufmann, und übernahm die Wollhandlungsfirma seines Vaters, David Lippert & Co., der 1856 verstorben war. Er weitete das Geschäft erfolgreich aus und gründete bereits 1858 eine Niederlassung in Port Elizabeth. Später kamen weitere Firmen und Niederlassungen in Kapstadt, Port Natal und Kimberley hinzu. Lippert führte die Geschäfte später zusammen mit seinem Bruder Eduard. Das Geschäft war sehr angesehen und erreichte für die damalige Verhältnisse die große Summe eines Jahres Umsatz von 40 Millionen Mark im Export und fast die gleiche Summe für den Import in Südafrika. Auf Initiative Lipperts wurde sein Vetter Alfred Beit zum Diamantensachverständigen ausgebildet und nach Kimberley entsandt. Beit arbeitete von 1875 bis 1879 für Lippert als Diamantenhändler, bevor er sich selbstständig machte. Carl Cohn ging 1880 für Lippert nach Südafrika.
Ende 1882 machte die Firma David Lippert & Co. in Kapstadt große Verluste und wurde im Januar 1883 zahlungsunfähig. Die Geschäfte in Südafrika übernahm Eduard Lippert, die Handelsaktivitäten zwischen Südafrika und Europa wurden von Carl Cohn übernommen, der sich mit der Firma Arndt & Cohn selbstständig machte. Die Firma David Lippert & Co. wurde Ende 1884 nach einem Moratorium liquidiert. Ludwig Lippert baute in London und Paris ein neues Geschäft auf. Durch Handel mit unterbewerteten Diamantenminen-Aktien gelangte Lippert erneut zu Vermögen. So war es ihm und seinem Bruder Eduard bis 1890 möglich, alle Verbindlichkeiten, insgesamt fast 4 Millionen Mark, zu tilgen.
Von 1868 bis 1871 gehörte Lippert der Hamburgischen Bürgerschaft an.
Lippert war in seinen späten Jahren vielfältig wohltätig engagiert. Er ließ 1903 auf einem vom Senat zu diesem Zweck überlassenen Grundstück in der Martinistrasse 46 in Eppendorf das Schwesternheim Bethanien des nahegelegenen Bethanien-Krankenhauses errichten. Der Bau, zum Andenken an seine Frau Ida Lippert Stiftung genannt, kostete damals 117.075 Mark. Lippert stiftete 1905 zwei Kandelaber, Der Kuss von Reinhold Begas, 1887 erstellt, sowie Die Verführung von Walter Schott, ein 1895 beauftragtes Gegenstück zu Der Kuss, für die Hamburger Ratssilberkammer. Im Jahr 1906 stiftete Lippert eine 1905 von Arthur Bock geschaffene Jardinière mit Meerwesen. Bei den drei Stiftungen Lipperts zur Silberkammer wurden, wie bei allen anderen Stiftungen von jüdischen Personen, von der Rathausverwaltung 1940 die Gravierungen des Stifters aufwendig entfernt. 1997 wurden die ursprünglichen Gravierungen wiederhergestellt.